# Осадчий Дмитро Сергійович
Дмитро́ Сергі́йович Оса́дчий (нар. 5 серпня 1992, Кіровоград, Україна) — український футболіст, півзахисник.

## Життєпис
У турнірах ДЮФЛУ виступав за ЛЮСШ-2 (Кіровоград) у 2003/04—2005/06, РВУФК (Київ) у 2005/06—2007/09, «Зміну-Оболонь» (Київ) у 2007/08. Усього провів 103 гри, забив 22 м'ячі. У турнірах дублерів виступав за «Динамо» (Київ) у сезонах 2009/10—2010/11. Усього провів 14 ігор, забив 2 м'ячі. У професіональних турнірах виступав за ЦСКА (Київ) у 2008/09, «Динамо-2» (Київ) у 2009/10, ФК «Суми» (Суми) у 2010/11 (13/3) і «Зірку» (Кіровоград) у 2011/12—2013/14. Усього провів 78 ігор, забив 7 м'ячів. Виступав за юнацьку збірну у 2009. Усього провів 3 гри. Дебютував за «Зірку» в офіційній грі 26 серпня 2011 року в матчі «Металург» (Запоріжжя) — «Зірка» (4:1).
Із 2015 по травень 2016 року грав за «Граніт». 1 лютого 2016 року стало відомо, що Осадчий уклав угоду з ужгородською «Говерлою», але невдовзі повернувся до «Граніта».
У липні 2016 року став гравцем горішньоплавенського «Гірника-спорт», але вже восени того ж року залишив команду.
На початку 2017 року підписав контракт з ізраїльським клубом «Хапоель» Бейт-Шеан.